# Gortyna (Peloponneso)
Gortyna (in greco Γορτυνία?) è un comune della Grecia situato nella periferia del Peloponneso (unità periferica dell'Arcadia) con 12 492 abitanti secondo i dati del censimento 2001
A seguito della riforma amministrativa detta Programma Callicrate in vigore dal gennaio 2011 che ha abolito le prefetture e accorpato numerosi comuni, la superficie del comune è ora di 1 051 km² e la popolazione è passata da 777 a 12 492 abitanti